# Зарицька Євгенія Ромуальдівна
Євгенія Зарицька (англ. Eugenia Zareska, 9 листопада 1910, Рава-Руська — 5 жовтня 1979, Париж) — оперна співачка (мецо-сопрано).

## Біографія
Народилась 9 листопада 1910 року в містечку Рава-Руська у родині відомого українського музично-громадського діяча — Ромуальда Зарицького та його дружини, відомої в галицьких колах піаністки, випускниці Віденської консерваторії — Гізелі Ріхтер.
На початку Першої Світової війни родина Зарицьких переїхала до Львова. Там Євгенія навчалася в гімназії Сестер Служебниць. Крім того, вправляла свою майстерність гри на скрипці у Вищому музичному інституті імені Миколи Лисенка. Після закінчення навчання в гімназії, вступила до Львівського університету на філософський факультет та у консерваторію Польського музичного товариства у клас викладачки вокалу Зоф'ї Козловської, а потім у Львівську консерваторію ім. Кароля Шимановського у клас сольного співу Адама Дідура, яку закінчила у 1938 році. Змінити скрипку на вокал порадив Станіслав Людкевич.
Як оперна співачка Євгенія Зарицька дебютувала на сцені Львівського оперного театру в ролі Леонори в опері Гаетано Доніцетті Фаворитка (саме в цій опері Соломія Крушельницька дебютувала свого часу на сцені Львівського міського театру Скарбка 1893 р.). Виставу підготувала оперна студія консерваторії імені Кароля Шимановського під керівництвом Адама Дідура. А невдовзі Євгенія Зарицька виконала партію Поліни в опері «Пікова дама» Петра Чайковського (1937 р.). Її виступ був надзвичайно успішним, тож під час гастролів артистів румунської опери у Львові, Євгенію запросили до участі в опері Джузеппе Верді «Трубадур» (партія Азучени).
Євгенія Зарицька вже під час навчання у консерваторії мала великий та об'ємний репертуар. Збереглися публікації у газеті «Діло» та «Українська музика». Зокрема, в «Українській музиці» (1938 р.), йшлося і про виступ Зарицької:
|  | (…) артистка з дуже великими технічними та голосовими можливостями без найменшого завваження відспівала твори Генделя, Россіні, Доніцетті, Бізе, де Фалья, Людкевича, Барвінського, М. Колесси, Н. Нижанківського. Цим концертом солістка запевнила собі одне з перших місць серед наших співачок… |

29 вересня 1937 р. відбувся сольний концерт Євгенії Зарицької на радіо — вона співала світову класику.
Закінчивши консерваторію, Євгенія поїхала на навчання до Відня до викладача вокалу професора Віденської консерваторії, однієї з найкращих виконавців музики Вагнера Анни Бар-Мільденбург (яка була ученицею Густава Малера (1860—1911). Улітку 1938 року Євгенія взяла участь у міжнародному конкурсі вокалістів (Відень, Австрія), де здобула третю премію. Ця перемога, а також фінансова підтримка (300 злотих) Ревізійного союзу українських кооперативів дала їй можливість поїхати до Мілану для подальшого навчання — удосконалення вокальної та артистичної майстерності.
У грудні 1940 р. Євгенія Зарицька взяла участь у великому вокальному концерті, який відбувся у Мілані. Їй акомпанував італійський композитор Джорджіо Фаваретті, закоханий в українську музику. Євгенія Зарицька виконала ряд творів українських композиторів: «Вірую», «Христос Воскрес» Йосипа Кишакевича, «Верховино» Миколи Устияновича тощо. На концерті був один із директорів міланського театру Ла Скала. Він і запросив Євгенію Зарицьку на прослуховування. 21 січня 1941 р. Євгенія дебютувала у ролі Дорабелли в опері Моцарта «Так роблять усі жінки».
Міланська преса писала, що Євгенія Зарицька у ролі Дорабелли подобається своїм «глибоким і м'яким голосом у гнучкій та шляхетній постаті».
Незабаром на неї звертають увагу італійські імпресаріо, тож її запрошують провідні театри Італії — Рим («Констанци»), Неаполь («Сан Карло»), Венеція тощо.
Наступні ролі в операх: «Кавалер троянд» Ріхарда Штрауса, «Лулу» Альбана Берга, «Орфей» Клаудіо Монтеверді, «Севільський цирульник» Джоаккіно Россіні, «Пригоди гульвіси» Ігоря Стравінського.
Євгенія Зарицька в Італії також співпрацювала із радіо та телестудіями. У 1939—1943 роках вона відзнялась у декількох італійських кінофільмах («Завжди добре закінчується», 1939; «Свіча у вікні», 1940; «Медовий місяць», «Трепет», 1941; «Шпигуни між спіралями», 1943 р.). Її партнерами були відомі італійські актори Вітторіо де Сіка, Анна Маньяні та Руджеро Руджері. Після закінчення Другої Світової війни Євгенія Зарицька як солістка взяла участь у першому повоєнному симфонічному концерті, що відбувся на Різдво перед Папою Римським Пієм XII у Ватикані.
У 1946 році вона виконує у Лондоні «Пісні мандрівного підмайстра» Густава Малера із Лондонським симфонічним оркестром під орудою ван Бейнума. Вона мала шалений успіх, а публіка і преса визнали її «видатною інтерпретаторкою Малера». Твори Малера Зарицька виконувала неодноразово.
Цей успіх допоміг їй здобути прихильність вибагливої лондонської публіки, тож вона приймає запрошення від лондонського театру «Ковент-Ґарден» і стає його солісткою — виконує головні партії в операх Бізе, Глюка, Модеста Мусоргського тощо (1946—1952 рр.). Найбільший успіх Євгенія Зарицька мала у ролі Кармен в однойменній опері Бізе.
Починаючи із 1948 року Зарицька із великим успіхом виступала на європейських оперних сценах, брала участь у музичних фестивалях — це Австрія (Зальцбург), Бельгія (Брюссель), Ватикан, Велика Британія (Лондон), Шотландія (Единбург), Нідерланди (Амстердам), Данія, Німеччина (Берлін), Франція (Париж), Швейцарія (Женева), Італія (Рим, Мілан, Венеція, Флоренція), Іспанія (Мадрид), а також у Алжирі.
Євгенія Зарицька виступала з такими диригентами світової слави, як Фуртвенґлер, де Сабата, Барбіроллі, Мітропоулос, Орманді, Шуріхт, Болт, ван Бейнум і т. д. та під орудою таких композиторів-диригентів, як Павль Гіндеміт, Франк Мартен, Ігор Стравінський.
У 1951 р. Євгенію Зарицьку запрошено на роль юнака в опері «Сказання про невидимий град Кітеж» Римського-Корсакова у Міланський театр Ла Скала, а в 1952 р. їй пропонують роль Марини в опері Мусоргського «Борис Годунов» (Ґранд-опера, Париж).
У 1955—1957 роках Євгенія Зарицька дає у Парижі цикл концертів «Великі мистці світової інтерпретації». Музичний критик ля Ґранже писав: «Я не знаю нікого, хто міг би їй дорівнювати у виконанні такої програми». Поряд із творами світової класики, співачка заспівала романси Нестора Нижанківського та Левка Ревуцького.
У 1958 р. Євгенія Зарицька прийняла запрошення української громади з Північної Америки — США та Канади, де виступала із великим успіхом (Нью-Йорк, Чикаго, Філадельфія, Детройт, Торонто). Їй акомпанував відомий український композитор — Роман Савицький. Євгенія Зарицька виконувала головно твори українських авторів — Миколи Лисенка, Василя Барвінського, Нестора Нижанківського, Левка Ревуцького, Станіслава Людкевича, Миколи Колесси. У насиченому гастрольному графіку Зарицька знаходила час для відвідування Українського Народного Союзу та редакції української газети «Свобода», співачка активно цікавилася українською діаспорою.
Друга її поїздка до української діаспори в Америці та Канаді відбулась у 1970 р.
Починаючи із 1974 р. Євгенія Зарицька проживала у Франції. Викладала вокал у відомій Паризькій нормальній школі музики.
Відійшла в інший світ 5 жовтня 1979 р. у власному будинку в передмісті Парижа — Рей Мальмезон.
Здійснила записи на грамплатівки. До альбому «Пісні України» (1956) увійшли солоспіви Миколи Лисенка, Кирила Стеценка, Михайла Вериківського, Левка Ревуцького, Бориса Кудрика, Василя Барвінського, Нестора Нижанківського, Володимира Балтаровича, Миколи Колесси.

## Діяльність

### Оперні партії
- Марина «Борис Годунов»
- Марфа «Хованщина» М.Мусоргського
- Ольга «Євгеній Онєгін» П. Чайковського
- Розіна, Керубіно «Весілля Фіґаро»,
- Дорабелла «Так роблять усі жінки» В.-А. Моцарта
- Кармен «Кармен» Ж. Бізе
- Амнеріс «Аїда»
- Азучена «Трубадур» Дж. Верді та інші.
- Одна з найкращих виконавиць творів М.Равеля, П.Гіндеміта, Г.Малєра, Ф.Шуберта, Р.Шумана, Й.Брамса

### Записи
На студіях звукозапису Decca та His Master's Voice Євгенія Зарицька записала багато творів оперної та камерної класичної музики, і також українських пісень.

- Columbia (США)
- Decca (Англія)
- HMV (Франція)
- CETRA (Італія)